# 臺南運河
臺南運河（英語：Tainan Canal）為一條圍繞臺南市五期重劃區、連接臺南市區與安平港間的運河。19世紀初期所闢之古運河於日治時期淤塞，又另闢今日所見的臺南運河。

## 歷史

### 古運河
清治時期道光三年（1823年），曾文溪改道入台江而遂漸淤積使其失去通航水運之便，臺南三郊僱工開闢運河，為府城對外水路交通要道。至日治時期明治36年（1903年）8月因洪水導致曾文溪及鹽水溪氾濫，舊運河潰堤且淤積，於是後來有了開闢新運河的計畫。
今日古運河舊址位於臺南市安平區安平路406巷至安北路100巷間綠帶，於100多年前因颱風淤積後失去了海上運輸的功能，之後古運河兩側廣植樹木，已為供休閒的綠色隧道。

### 今運河

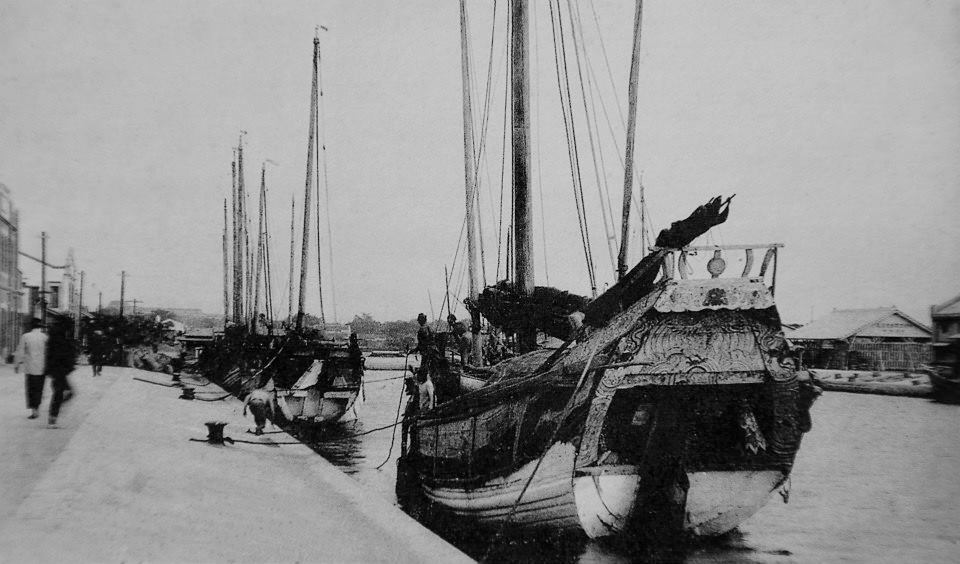
日治時期的台南運河（今運河）

大正11年（1922年）4月16日安平港至永樂町間的新運河工程開工，位於古運河的南側（即今日所見的臺南運河），隨後在大正15年（1926年）3月竣工，並於4月25日舉行開通式。新完工的運河為臺灣總督府技師松本虎太所設計，長3.782公里，河面寬37公尺、河底寬27.3公尺，退潮水深1.8公尺，主要用途取代已不能航行的舊運河，讓外海船隻能循水路直抵臺南市中心，帶動市區繁榮。
運河完工後，曾發生多次因為感情問題而投河自殺的「情死」事件，台南警察署甚至新設派出所，並在運河邊設立「地藏王菩薩」坐鎮，後衍生出
「運河奇案」的故事。

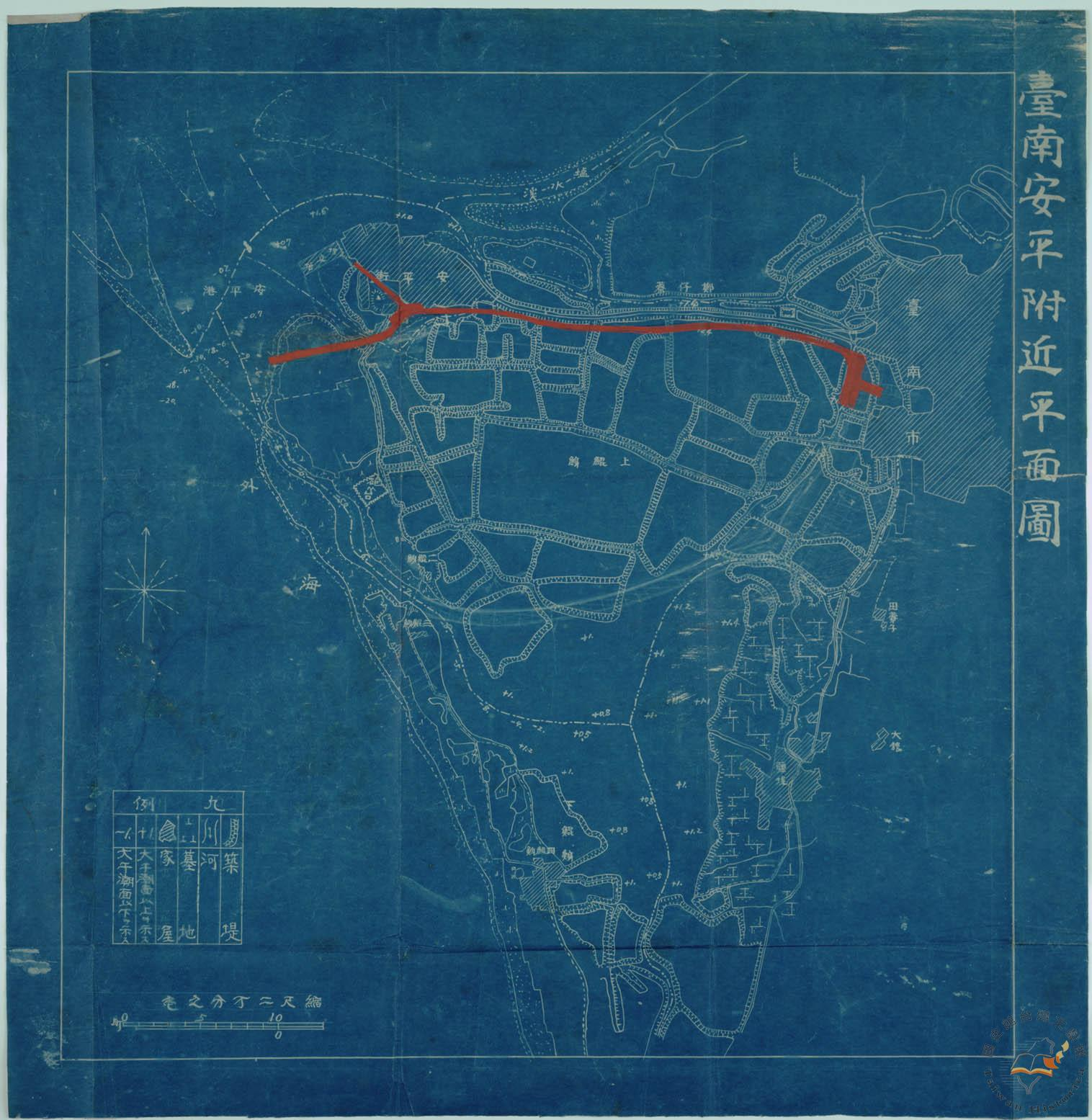
運河開鑿平面圖，當時安平與臺南市區未相連，另可見未完成的灰窯尾運河（1921年）

運河在安平及臺南市區各設有船渠，以容納舟船停靠，市區者俗稱為「運河盲段」，1980年代填平並興建中國城商場（已於2016年拆除），然而隨著安平港日漸淤積、以及運河架橋使船隻無法通過，民國63年（1974年）因安平舊港封淤，政府另擇安平港南方2公里的「鯤鯓湖」營建新港（安平商港），加上高雄港競爭，運河遂轉型為觀光用途，每年端午節亦在此河（安億橋至承天橋段）舉行龍舟競賽。
安億橋下河底步道2009年1月完工，2009年1月24日開放。

### 未完成運河
新運河開闢時，原計畫自安平船溜，另開闢一運河沿湯匙山及灰窯尾東側，連接洋行區的洋河運河（今王城路、安北路196巷間），但後來並未完成。亦有人稱之「灰窯尾運河」。
2008年前，許添財市長任內推動安平歷史水景公園，其中的「湖港打通工程」拆除橡膠工廠，使得運河與水景公園（洋行區）相連，大致完成昔日構想。但洋河運河失已去航運功能。

## 橋梁
現今臺南運河及安平港圍成孤島五期重劃區，藉由十二座橋樑連結安平舊社區及臺南市區，由西北方順時針方向依序為安億橋、承天橋、望月橋、臨安橋、新臨安橋、金華橋、新南橋、永華橋、安工四號橋、樂利橋、健新橋、安平新港橋（位於安平港區內，未對外開放）。另有漁光橋（與安平港區「安平跨港橋」共構）橫跨安平港支航道，連接五期重劃區與漁光島（三鯤鯓）。

## 運河星鑽
運河星鑽為臺南市政府近年所規劃的都市更新計畫，位於舊造船廠，今金城國中、新南國小舊址。依照計畫，金城國中、新南國小將配合遷校至五期重劃區。為解決聯外交通，運河上面新添橋樑2座－新臨安橋、金華橋。全案預計收益40億新臺幣。

## 運河遊船
由立驛國際負責營運，提供3種航線，『河樂廣場（金色流域）』途經6座橋樑、『安平港內航線（港區）』為假日限定，行經安平燈塔、億載金城、德陽號驅逐艦、漁光島等景點，『運河全航段（港區＋運河）』則是2個願望一次滿足。

## 其他
大正15年（1926年）配合運河開通式，媽祖遶境盛大舉行，轟動全島。同年4月18日《臺南新報》記載：「鎮南媽祖遶境，臺南市大天后宮之「鎮南媽祖」。每年於農曆三月十五、六兩日間。出巡遶境。是其舊例。今以運河開通式故。欲贊助其盛舉。乃改為早一日。即十四、五日也。經定十三日午前十一時。執行大祭。翌朝迎神賽會。董事石秀芳氏。目下極力奔走。鼓舞種種團體。屆期盡出燦行。務臻美備。毋令他人笑我拙也。當時媽祖巡行全市，為配合陣容，臺南工商會動員各團體熱烈參加，各町派出所管內各廟，也組隊共襄盛舉，各種團數達五十番，計人員一萬五千人，臺南鐵道部團有詩意藝閣十臺，北管二組，又有布商團、金銀商團、雜貨商團詩意各四臺，其中皮鞋商團三臺行色最壯，其餘各商團亦有一臺音樂一組，商團旗百幅以上。隊列遊行，蜿如長蛇，須開兩小時才能通過，是日市上觀者往來絡繹，萬人空巷，接道為之擁塞。」，後衍生「臺南媽祖開運河」俗諺。

## 延伸閱讀
- 臺南市立文化中心，《安平文化資源巡禮》
- 陳坤宏，《臺灣第一條運河的門戶：大涼歷史景點與產業文化專輯》

22°59′54″N 120°09′50″E / 22.998405°N 120.163913°E